# سیارک ۱۸۲۸۸
سیارک ۱۸۲۸۸ (به انگلیسی: 18288 Nozdrachev، نامگذاری:1975VX2) هجده هزار و دویست و هشتاد و هشتمین سیارک کشف شده‌است که در ۲ نوامبر ۱۹۷۵ کشف شد.
قدر مطلق سیارک برابر ۳۰.۹ است.